# Beharona
Beharona is een plaats en gemeente in Madagaskar gelegen in het district Manja van de regio Menabe. Er woonden bij de volkstelling in 2001 ongeveer 14.000 mensen.
In de plaats is basisonderwijs onderwijs beschikbaar. 70% van de bevolking is landbouwer en de overige 30% is werkzaam in de veeteelt. Het belangrijkste gewas is rijst, maar er worden ook mais, cassave en limabonen verbouwd.